# Caroline Calvé
Caroline Calvé (Gatineau, 1º aprile 1979) è un'ex snowboarder canadese.

## Palmarès

### Coppa del Mondo
- Miglior piazzamento nella Coppa del Mondo di parallelo: 3ª nel 2013
- Miglior piazzamento nella Coppa del Mondo di slalom parallelo: 3ª nel 2013
- Miglior piazzamento nella Coppa del Mondo di slalom gigante parallelo: 5ª nel 2013
- 7 podi:
  - 3 vittorie
  - 3 secondi posti
  - 1 terzo posto

#### Coppa del Mondo - vittorie
| Data             | Località        | Paese  | Specialità |
| ---------------- | --------------- | ------ | ---------- |
| 21 dicembre 2011 | Carezza al Lago | Italia | PGS        |
| 23 febbraio 2013 | Mosca           | Russia | PSL        |
| 14 dicembre 2013 | Carezza al Lago | Italia | PSL        |

Legenda:

PSL = Slalom parallelo

PGS = Slalom gigante parallelo